# Boglárka Kapás
Boglárka Kapás (* 22. April 1993 in Debrecen) ist eine ungarische Freistilschwimmerin. Sie wurde 2019 Weltmeisterin über 200 Meter Schmetterling.

## Erfolge
Bei den Olympischen Sommerspielen 2008 war Boglárka Kapás die jüngste Teilnehmerin des ungarischen Teams. Bei Olympia vier Jahre später in London konnte sie sich nach einer langwierigen Verletzung nicht besonders auszeichnen.
Bei den Olympischen Jugend-Sommerspielen 2010 in Singapur machte Kapás erstmals international auf sich aufmerksam. Sie gewann die 200 m Delfin in 2:08,72 min und die 400 m Freistil in 4:10,37 min. Über 200 m Freistil gab es Silber.
Gegen Ende desselben Jahres gab es bei den Kurzbahneuropameisterschaften in Eindhoven Silber über 800 m in 8:18,56 min hinter Federica Pellegrini (8:15,20).
Zwei Jahre später bei den Europameisterschaften im heimischen Debrecen gewann Kapás Gold über 800 m in 8:26,49 min vor der Französin Coralie Balmy (8:27,79) und Teamkollegin Éva Risztov (8:27,87).
Mit Silber in 16:03,03 min über die 1500 m gestalteten sich auch die Europameisterschaften 2014 in Berlin erfolgreich. Hier war die Spanierin Mireia Belmonte (15:57,49, CR) nicht zu schlagen. Für die Medaillensammlung gab es auch noch zweimal Bronze: über 800 m (8:22,06) hinter Jazmin Carlin (8:15,54) und Belmonte (8:21,22) und mit der ungarischen 4-mal-200-Meter-Freistilstaffel in der Besetzung Zsuzsanna Jakabos, Evelyn Verrasztó, Kapás und Katinka Hosszú.
Die Weltmeisterschaften 2015 im russischen Kasan brachten über 1500 m in 15:47,09 min Bronze hinter der Amerikanerin Katie Ledecky (15:25,48 min, Weltrekord) und der Neuseeländerin Lauren Boyle (15:40,14).
Bei den Olympischen Sommerspielen 2016 in Rio de Janeiro gewann sie über 800 Meter Freistil die Bronzemedaille.